# 33803 Julienpeloton
33803 Julienpeloton è un asteroide della fascia principale. Scoperto nel 1999, presenta un'orbita caratterizzata da un semiasse maggiore pari a 2,190299 UA e da un'eccentricità di 0,203866, inclinata di 6,818019° rispetto all'eclittica.